# Signe Hebbe

Signe Hebbe, Fotografie von Axel Malmström, 1917

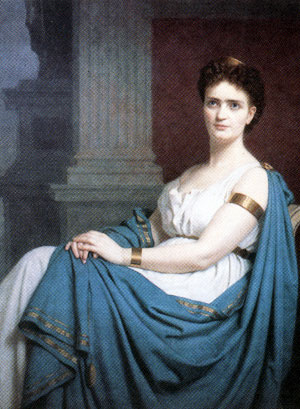
Signe Hebbe, Gemälde von Amalia Lindegren, ca. 1890

Signe Amanda Georgina Hebbe (* 30. Juli 1837 in Värnamo; † 14. Februar 1925 in Stockholm) war eine schwedische Opernsängerin, Sopran und Gesangslehrerin.

## Leben
Signe Hebbe wurde als jüngste Tochter der Journalistin Wendela Hebbe (1808–1899) und des Juristen und Schriftstellers Clemens Hebbe (1804–1893) geboren. Im Alter von elf Jahren wurde sie 1848 in die Schule der Königlichen Schwedischen Oper eingeschrieben. Sie war eine Schülerin von Karolina Bock und studierte Musik an der Klavierschule Lindblad. In den Jahren 1852–1854 war sie Studentin von Richard Wüerst im privaten Conservatorium der Musik in Berlin.
Signe Hebbe gab ihr Debüt als Schauspielerin am Königlichen Dramatischen Theater im Jahr 1855. Sie erhielt keine guten Kritiken als Schauspielerin und nahm daher ihr Gesangsstudium wieder auf.
1856 wurde sie als Studentin am Pariser Konservatorium immatrikuliert. Sie war dann die erste Studentin aus Skandinavien, die am Pariser Konservatorium eine Auszeichnung erhielt. Sie gab selbst Unterricht in Art mimique (Mimik) und wurde 1860 zur Lehrerin von Sarah Bernhardt, als sie Bernhardts angestammten Lehrer Élie während dessen Abwesenheit vertrat.
Sie studierte weiter Gesang bei Francesco Lamperti in Mailand und studierte Schauspiel bei Adelaide Ristori und Ernesto Rossi.
Signe Hebbe gab ihr Debüt als Opernsängerin in Frankfurt am Main. In den Jahren 1861–62 war sie erst in Lyon tätig und erhielt ein Engagement am Nationaltheater Mannheim.
Zwischen 1864 und 1879 tourte sie als Opern- und Konzertsängerin durch Europa und trat in Stockholm, Karlsruhe, Kopenhagen, dem Théâtre-Lyrique in Paris, Warschau, Genf, Mailand, Palermo, Helsinki und Oslo auf.
Sie wurde für ihre schauspielerische Leistung kritisiert, weil sie sich nicht an die gängige Interpretation von Rollen hielt. Da sie sich für Frauenfragen interessierte, zog Signe Hebbe es vor, Frauenrollen in Opern unabhängiger und stärker zu interpretieren als die traditionellen schwachen Interpretationen, was ihr Kritik einbrachte, weil sie sich nicht den Operntraditionen anpasste.
Signe Hebbe war von 1871 bis 1925 als Stimmbildnerin und Gesangslehrerin tätig. Im Jahr 1877 eröffnete sie ihre eigene Schule. Ab 1883 war sie an der Dramatens elevskola (Königliche Dramatische Ausbildungsakademie), 1886–88 an der Königlichen Schwedischen Musikakademie und in den Jahren um 1900 am Königlichen Dramatischen Theater tätig.
Berichten zufolge zog sie ihre Arbeit an ihrer eigenen Schule vor. Dort unterrichtete sie die Technik der Rede, des Gesangs, der Mimik und der Rollenanalyse. Sie führte die Technik der Tiefenatmung aus Paris, wo sie von François Delsarte unterrichtet worden war, in Schweden ein. Sie hatte Schüler aus ganz Skandinavien, Europa und den USA.
Hebbe starb 1925 im Alter von 87 Jahren und wurde auf dem Norra begravningsplatsen in Solna beerdigt.